# Rubiel Quintana
Rubiel Quintana (Cali, 26 de junho de 1978) é um ex-futebolista colombiano que atuava como defensor.

## Carreira
Rubiel Quintana integrou a Seleção Colombiana de Futebol na Copa América de 1999.